# Pierre Gisel
Pierre Gisel, né le 28 avril 1947 à Genève, est un théologien suisse et un chercheur dans le champ des religions et du religieux.
Professeur titulaire à l'Université de Lausanne de 1976 à 2012 et professeur honoraire depuis, il y a effectué l'essentiel de sa carrière. D'abord pleinement situées dans la théologie chrétienne, ses recherches se sont progressivement élargies. Elles ont passé par une étude comparée du judaïsme, du christianisme et de l'islam, ainsi que par une attention accordée aux recompositions contemporaines du religieux. Elles ont traversé les interrogations d’une théorie de la religion et d’une anthropologie du croire, pour porter en fin de compte sur le statut et la fonction du religieux, en lien avec le social dont le religieux et ses transformations sont un symptôme. Il a publié de nombreux ouvrages, principalement aux éditions Labor et Fides, mais aussi aux Presses universitaires de France et ailleurs.

## Biographie
Après un baccalauréat obtenu en 1966, Pierre Gisel s'est engagé dans des études de théologie à l'Université de Genève. Ces études furent complétées de séjours dans les universités allemandes de Marbourg et de Tübingen. Il a obtenu un doctorat de théologie en 1975. Sa thèse a été publiée en 1977 sous le titre : Vérité et histoire : la théologie dans la modernité, Ernst Käsemann.
En 1976, il est nommé professeur en « Histoire de la théologie moderne et contemporaine » à la faculté de théologie de l'Université de Lausanne (une faculté qui deviendra faculté de théologie et de sciences des religions au début des années 2000), puis en « Dogmatique et théologie fondamentale », dès 1988, et pour finir en « Histoire des théologies, des institutions et des imaginaires chrétiens », de 2009 à 2012, année de sa retraite. Au début des années 2020s, Gisel continue à être actif à l’Université de Lausanne en tant que professeur honoraire.
En 1997, il fut cofondateur de la « Fondation pour l'enseignement du judaïsme » à l'Université de Lausanne. Il fut doyen de sa faculté en 1984-1986, 1997-1999 et 2010-2012. De 2002 à 2012, il enseigne également à l'École polytechnique fédérale de Lausanne, où il est responsable du champ d’enseignement « Les grands courants religieux en Occident aujourd'hui », puis « Mondes virtuels, imaginaires culturels, religions ».
Pierre Gisel a été professeur invité dans diverses facultés protestantes et catholiques : à l'Institut protestant de théologie de Paris durant l'année universitaire 1979-1980, à la faculté de théologie de l'Université de Fribourg l'année suivante, à celle du Centre Sèvres de Paris au début des années 1980, puis à celle de l'Université Laval à Québec en 1995-1996. En 2002, il fut aussi Directeur d'études invité à l'École pratique des hautes études (EPHE), Paris-Sorbonne, dans la Section des sciences religieuses.
Gisel a été administrateur-délégué de la société d'édition genevoise Labor et Fides de 1976 à 1979, puis président de son conseil d'administration de 1979 à 1986. De 1988 à 1993, il fut président de la Société suisse de théologie et, de 1999 à 2005 et de 2014 à 2019, vice-président de l'Académie internationale des sciences religieuses. En 1990-1992, il est Président du Sénat de son Université. En 2000-2002, il est délégué du rectorat pour une réorganisation touchant les Universités de Lausanne, de Genève et l’École polytechnique fédérale, et comme directeur du pôle des sciences humaines dans le même cadre de développement et de restructuration.
Il est membre du Conseil scientifique de l’Institut supérieur d’étude des religions et de la laïcité (ISERL), de Lyon 2 et Lyon 3 (depuis 2011) et de la Faculté libre en études politiques et économie solidaire (FLEPES), Bourg-la-Reine / Paris (depuis 2013). Il a été membre de la commission d'experts auprès du Conseil d'État du Canton de Vaud pour la question de la « reconnaissance des communautés religieuses d'intérêt public » de 2007 à 2022. Il a été président de l'Espace culturel des Terreaux, Lausanne (de 2012 à 2019).
Depuis 2011, il est docteur honoris causa de l’Université de Sherbrooke, au Québec (faculté de théologie et d’études religieuses). En 2019, il est nommé un des 35 penseurs qui influencent le monde par Le Nouveau Magazine littéraire.

## Ouvrages et publications

### Ouvrages
- Avec Françoise Schenk, Les fenêtres du temps. Regards croisés, Gollion (CH), Infolio éd., 2024, 178 p.  (ISBN 978-2-8309-1858-8)
- Les monothéismes. Judaïsme, christianisme, islam, Genève, Labor et Fides, 2024, édition refondue, 303 p.  (ISBN 978-2-8309-1858-8)[7]
- Par-delà les replis communautaristes. Retours sur le religieux, le commun et le politique, Paris, Hermann, 2023, 234 p.  (ISBN 979 1 0370 2232 5)
- Sortir le religieux de sa boîte noire, Genève, Labor et Fides, 2019, 231 p.  (ISBN 978-2-8309-1700-0)
- L’humain entre résistance et dépassement. Entretiens sur le christianisme et le religieux en société contemporaine, avec Michèle Bolli-Voélin, Le Mont-sur-Lausanne, Ouverture, 2017, 187 p.  (ISBN 978-2-88413-358-6)
- Qu’est-ce qu’une tradition ? Ce dont elle répond, son usage, sa pertinence, Paris, Hermann, 2017, 164 p. (trad. italienne : Che cos'è una tradizione? Ciò di cui risponde, il suo uso, la sua pertinenza, Roma, Inschibboleth Edizioni, 2019, 173 p.).  (ISBN 9782705693435)
- Du religieux, du théologique et du social. Traversées et déplacements, Paris, Cerf, 2012, 276 p.  (ISBN 978-2204098403)
- Traiter du religieux à l’Université. Une dispute socialement révélatrice, Lausanne, éd. Antipodes, 2011, 174 p.  (ISBN 9782889010684)
- La théologie, Paris, PUF, 2007, 194 p. (trad. roumaine d’une première version : Teologia. Statutul, functia si pertinenta sa, Craiova, Editura Universitaria, 2006, 217 p. ; trad. italienne, revue et corrigée : La teologia : identità ecclesiale e pertinenza pubblica, Bologna, Edizioni Dehoniane, 2009, 184 p.).  (ISBN 978-2130563389)
- Qu’est-ce qu’une religion ?, Paris, Vrin, 2007, 128 p. (trad. italienne, légèrement revue : Che Cosa è una religione ?, Brescia, Ed. Queriniana, 2011, 173 p.).  (ISBN 978-2-7116-1875-0)
- Les monothéismes. Judaïsme, christianisme, islam, Genève, Labor et Fides, 2006, 178 p.  (ISBN 2-8309-1183-0)
- Sacrements et ritualité en christianisme. 125 propositions, Genève, Labor et Fides, 2004, 96 p.  (ISBN 2830911318)
- avec Jean Zumstein, Bible, Genève-Paris, Labor et Fides-Cerf, 2000, 92 p. (2e éd., revue et mise à jour, du dossier « Bible », de l’Encyclopédie du protestantisme).  (ISBN 2830909739)
- La théologie face aux sciences religieuses. Différences et interactions, Genève, Labor et Fides, 1999, 299 p.  (ISBN 978-2830909395)
- avec Lucie Kaennel, La création du monde. Discours religieux, discours scientifiques, discours de foi, Genève-Bienne, Labor et Fides-Société biblique suisse, 1999, 136 p.  (ISBN 2830909364)
- avec Serge Molla, Images de Jésus, Genève-Paris, Labor et Fides-Cerf, 1998, 120 p. (2e éd., revue et mise à jour, du dossier « Jésus [images de] », de l’Encyclopédie du protestantisme).  (ISBN 2830909011)
- Pourquoi baptiser. Mystère chrétien et rite de passage, Genève, Labor et Fides, 1994, 98 p.  (ISBN 978-2830907490)
- La subversion de l’Esprit. Perspective théologique sur l’accomplissement de l’homme, Genève, Labor et Fides, 1993, 217 p.  (ISBN 978-2830907001)
- Corps et esprit. Les mystères de l’incarnation et de la résurrection, Genève, Labor et Fides, 1992, 94 p.  (ISBN 2830906810)
- L’excès du croire. Expérience du monde et accès à soi, Paris, Desclée de Brouwer, 1990, 193 p.  (ISBN 2220031721)
- Le Christ de Calvin, Paris, Desclée, 1990, 207 p. (id., 2009, 235 p. ; 2e éd., fortement réécrite et avec une postface).  (ISBN 978-2718909950)
- Croyance incarnée. Tradition, Écriture, canon, dogme, Genève, Labor et Fides, 1986, 166 p.  (ISBN 283090074X)
- La création. Essai sur la liberté et la nécessité, l’histoire et la loi, l’homme, le mal et Dieu, Genève, Labor et Fides, 1980, 313 p. (id., 1987, 315 p. : 2e éd., complétée et corrigée ; et trad. italienne : La creazione. Saggio sulla libertà e la necessità, la storia e la legge, l’uomo, il male e Dio, Genova, Marietti, 1987, 235 p.).  (ISBN 2830901126)
- Vérité et histoire. La théologie dans la modernité : Ernst Käsemann, Paris-Genève, Beauchesne-Labor et Fides, 1977, 675 p. (id., 1983 : 2e éd., corrigée, avec une préface de Christian Duquoc).  (ISBN 978-2701010632)

### Direction d'ouvrages collectifs
- Lire avec son siècle. 100 ans d’édition protestante chez Labor et Fides (avec Philippe Gonzalez, Michel Grandjean, Gabriel de Montmollin et Marion Muller-Colard), Genève, Musée international de la Réforme, 2024, 92 p.  (ISBN 978-2-940796-01-4)
- Le sacré en questions. Lectures et mises en perspective de Hans Joas (éd. avec Alexandre Escudier et Jean-Marc Tétaz), Genève, Labor et Fides, 2023, 286 p. (ISBN 978-2-8309-1828-1)
- « Le sacré entre pouvoirs et désenchantement. Quand Joas désenchante Weber » (éd. avec Philippe Gonzalez), ThéoRèmes - Penser la religion, revue électronique (https://journals.openedition.org/theoremes/4055), No 17, 2022.
- Former des acteurs religieux. Entre radicalisation et reconnaissance (éd. avec Philippe Gonzalez et Isabelle Ullern), Genève, Labor et Fides, 2022, 330 p.  (ISBN 978-2-8309-1773-4)
- « Michel de Certeau (1925-1986) et la Compagnie de Jésus » (éd. avec Diana Napoli), Revue de théologie et de philosophie 152, 2020/II, p. 105-188.
- Revisiter la Réforme. Questions intempestives (éd. avec Jean-Marc Tétaz), Lyon, Olivétan, 2017, 199 p.  (ISBN 9782354794217)
- Une Passion après Auschwitz ? Autour de La Passion selon Marc de Michaël Levinas (éd. avec Jean-Marc Tétaz), Paris, Beauchesne, 2017, 265 p.  (ISBN 9782701022529)
- Evangile, moralité et lois civiles / Gospel, Morality, and Civil Law (éd. avec Joseph Famerée et Hervé Legrand), Wien, Lit, 2016, 370 p.  (ISBN 3643906846 et 9783643906847)
- Penser en commun ? Un « rapport sans rapport ». Jean-Luc Nancy et Sarah Kofman lecteurs de Blanchot (éd. avec Isabelle Ullern), Paris, Beauchesne, 2015, 294 p.  (ISBN 9782701020983)
- « Pierre Thévenaz (1913-1955). ”Penser sans absolu”. Après le centenaire de sa naissance » (éd. avec Jean-Pierre Thévenaz), Revue de théologie et de philosophie 146, 2014/III-IV, p. 225-420.
- Mises en scène de l’humain. Sciences des religions, philosophie, théologie (éd. avec Jacques Ehrenfreund), Paris, Beauchesne, 2014, 266 p.  (ISBN 2701019982 et 9782701019987)
- « Gabriel Widmer : Dette et reconnaissance » (éd. avec Bernard Rordorf), Revue de théologie et de philosophie 145, 2013/II, p. 105-179.
- Religieux, société civile, politique (éd. avec Jacques Ehrenfreund), Lausanne, Antipodes, 2012, 329 p.  (ISBN 9782889010783)
- Le croire au cœur des sociétés et des cultures (éd. avec Serge Margel), Turnhout, Brepols, 2011, 235 p.  (ISBN 9782503542171)
- Le déni de l’excès. Homogénéisation sociale et oubli des personnes (éd. avec Isabelle Ullern), Paris, Hermann, 2011, 205 p.  (ISBN 9782705680527)
- Les constellations du croire. Dispositifs hérités, problématisations, destin contemporain, Genève, Labor et Fides, 2009, 201 p.  (ISBN 978-2830913460)
- « La théologie entre reprises différées, déplacements et ruptures » (éd. avec François Félix et Pierre Bühler), Revue de théologie et de philosophie 140, 2008/IV. 85 p.
- Le corps, lieu de ce qui nous arrive. Approches anthropologiques, philosophiques, théologiques, Genève, Labor et Fides, 2008, 317 p.  (ISBN 978-2830912524)
- Réceptions de la cabale (éd. avec Lucie Kaennel), Paris-Tel-Aviv, L’éclat, 2007, 350 p.  (ISBN 978-2841621361)
- Encyclopédie du protestantisme (éd. avec Lucie Kaennel) (1995), Paris-Genève, PUF-Labor et Fides, 2006 (2e éd. mise à jour, complétée et corrigée), 1 632 p. (trad. portugaise, adaptée : Enciclopédia do Protestantismo. Teologia, eclesiologica, filosofia, historia, cultura, sociedade, politica, Sao-Paulo, Hagnos, 2016, 1 936 p.).  (ISBN 978-2130554158)
- Shmuel Trigano, Pierre Gisel, David Banon (Pierre Gisel éd.), Judaïsme et christianisme, entre affrontement et reconnaissance, Paris, Bayard, 2005, 124 p.  (ISBN 978-2227475229)
- « Lire Michel de Certeau » (éd. avec Christian Indermuhle et Thierry Laus), Revue de théologie et de philosophie, 2004/4, 120 p.
- Postlibéralisme ? La théologie de George Lindbeck et sa réception (éd. avec Marc Boss et Gilles Émery), Genève, Labor et Fides, 2004, 216 p.  (ISBN 978-2830911077)
- De la Bible à la littérature (éd. avec Jean-Christophe Attias), Genève, Labor et Fides, 2003, 336 p.  (ISBN 2830910982)
- Théories de la religion. Diversité des pratiques de recherche, changements des contextes socio-culturels, requêtes réflexives (éd. avec Jean-Marc Tétaz), Genève, Labor et Fides, 2002, 414 p.  (ISBN 978-2830910513)
- L’Europe et les Juifs (éd. avec Esther Benbassa), Genève, Labor et Fides, 2002, 215 p.  (ISBN 978-2830910483)
- Le christianisme est-il un monothéisme ? (éd. avec Gilles Emery), Genève, Labor et Fides, 2001, 395 p.  (ISBN 978-2830910117)
- Messianismes. Variations sur une figure juive (avec Jean-Christophe Attias et Lucie Kaennel), Genève, Labor et Fides, 2000, 287 p.  (ISBN 2830909615)
- Enseigner le judaïsme à l’Université (éd. avec Jean-Christophe Attias, avec la coll. de Lucie Kaennel), Genève, Labor et Fides, 1998, 156 p.  (ISBN 2830909127)
- « Figures du néo-protestantisme » (éd. avec Jean-Marc Tétaz, en coll. avec Lucie Kaennel), Revue de théologie et de philosophie 130/2, 1998, p. 113-220.
- La théologie en postmodernité (éd. avec Patrick Évrard), Genève, Labor et Fides, 1996, 490 p.  (ISBN 978-2830908138)
- Histoire et théologie chez Ernst Troeltsch, Genève, Labor et Fides, 1992, 430 p.  (ISBN 2830906683)
- Albrecht Ritschl. La théologie en modernité : entre religion, morale et positivité historique (éd. avec Dietrich Korsch et Jean-Marc Tétaz), Genève, Labor et Fides, 1991, 214 p.  (ISBN 2830906454)
- L’islam : une religion. Suivi d’un débat : Quels types d’approches requiert le phénomène religieux ? (éd. avec Jacques Waardenburg), Genève, Labor et Fides, 1989, 154 p.  (ISBN 978-2830901344)
- Pratique et théologie. Volume publié en l’honneur de Claude Bridel, Genève, Labor et Fides, 1989, 222 p.  (ISBN 283090141X)
- Karl Barth. Genèse et réception de sa théologie, Genève, Labor et Fides, 1987, 276 p.  (ISBN 283090091X)
- Analogie et dialectique. Essais de théologie fondamentale (éd. avec Philibert Secretan), Genève, Labor et Fides, 1982, 282 p.

### Autre
Pour une bibliographie complète jusqu'en 2012, voir dans :
- Le religieux entre science et cité. Penser avec Pierre Gisel (Philippe Gonzalez et Christophe Monnot éd.), Genève, Labor et Fides, 2012, 226 p.